# ジョン・ストーン・ストーン
ジョン・ストーン・ストーン（John Stone Stone、1869年9月24日 - 1943年5月20日）は、アメリカ合衆国の数学者・物理学者・発明家である。初期の無線通信技術の開発に大きな影響を与え、特に同調方式の改善で知られる。

## 生涯

### 若年期
ジョン・ストーン・ストーンはバージニア州ドーヴァー（現在のマナキン）で生まれた。父チャールズ・ストーンは南北戦争で北軍の将軍を務めた軍人であり、南北戦争後は土木技師となった。母のジーンはチャールズの遠縁で同じストーン姓だった。ジョンがストーン・ストーンと名乗っているのはそのためである。チャールズは1870年から1883年にかけてエジプト総督イスマーイール・パシャの参謀長を務め、ジョンは幼少期をカイロで過ごした。そのため、英語のほかアラビア語、フランス語、ドイツ語、スペイン語を流暢に話せるようになった。
幼少期に父から数学の基礎を学んだ。帰国後、コロンビア大学鉱山学部で土木工学を2年間学び、ジョンズ・ホプキンズ大学に転入して数学、物理学、電気理論とその応用を2年間学んだ。

### 電話の研究
大学卒業後の1890年、マサチューセッツ州ボストンのベル電話会社に入社し、研究所に配属された。ベル電話会社では、オリヴァー・ヘヴィサイドの研究を元にした、ニューヨーク＝シカゴ間の長距離電話回線の開発に関する数学的分析を行った。その後、電気共振の自動電話交換機への応用の可能性を研究した。1892年、「高周波伝送」(high frequency transmissions)による音声の無線伝送の実験を行った。この実験は失敗したが、この技術は電話回線を使った有線伝送に応用できることがわかり、特許を申請したが、ジョージ・オーウェン・スクワイヤーに先んじられた。1893年、有線電話のための電池を加入者側ではなく交換局側に設置して、必要な電流を交換局から供給する「共電式電話」を開発した。また、1896年から1906年まで、マサチューセッツ工科大学の物理学と電気工学の大学院生を対象とした電気共振に関する短期講習を行った。

### 無線通信の研究
ストーンは1899年にベル電話会社を辞め、ボストンでコンサルタント・エンジニアとして起業したが、それ以降もベル電話会社からの仕事を請け負っていた。起業後の最初の顧客は、電波を「無線灯台」として使う航海のための測位システム「テレロコグラフ」(Telelocograph)を開発しようとしていたハーマン・W・ラッドだった。ラッドの方式は非現実的であることが判明したものの、ストーンはこの仕事を通して、黎明期の無線電信が直面していた困難についての洞察を得、かつて自身が行っていた電気共振に関する研究が、無線送受信機の改善に応用できることを認識した。ストーンは、当時の他の電波研究者と異なり、電気回路を解析するのに必要な数学の知識を身に着けていた。

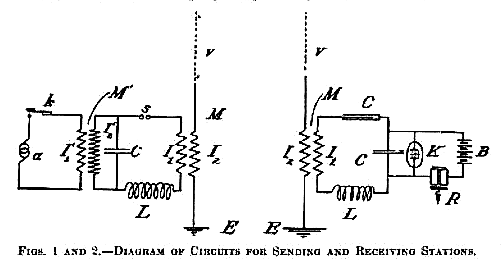
4回路同調の模式図（1903年）

1900年末、ストーンはシンジケートを組んで1万ドルの資金を集め、ボストンで無線電信の商用化に向けた実験を行った。ストーンは、静電気や他の局の信号による干渉を減らすため、同調が可能な「選択的4回路同調」(selective four-circuit tuning)を開発した。これは、送信機と受信機が同一の周波数で動作する「ルースカップリング」(loose coupling)を採用し、より選択性を高めるために、中間的な除去回路が追加されることもあった。また、効率を上げ損失を減らすために、送受信機の動作を数学的に分析した。ストーンは、この同調方式に関する特許を申請し、1901年と1902年に3つの特許を取得した。
1902年半ば、ストーンはボストンでストーン電信電話会社(Stone Telegraph and Telephone Company)を設立した。同社は16キロメートル離れたマサチューセッツ州のケンブリッジとリンに電信局を設置し、ストーン自身がチーフエンジニアに就任した。1905年には、火花式送信機と電解式検出器を使った無線電信局のデモンストレーションがアメリカ海軍向けに行われた。1906年末、アメリカ政府は船舶局用3セット、陸上局用3セットの無線機をストーンの会社から購入した。
1905年の夏、同社の初の商用無線電信が、ショールズ諸島とニューハンプシャー州ポーツマスの間で運用を開始した。ここには元々ウエスタンユニオン社の有線電信ケーブルが敷設されていたが、障害が発生して使えなくなっていた。1906年、ストーンが設計した船舶用方向探知器のテストが行われた。方向を正確に探知することはできたものの、そのために船全体を旋回させる必要があり、実用的ではなかった。
1907年、ストーンは、自社の従業員の養成のために無線電信技術者協会(SWTE: Society of Wireless Telegraph Engineers)を設立し、会長に就任した。この組織は、1912年にニューヨークの無線協会(TWI: The Wireless Institute)と合併して無線学会(IRE: Institute of Radio Engineers)となった。
ストーンの会社は、後ろ盾のない小さな会社だったため業界の進歩から取り残され、1908年に事業を停止した。特許を含む資産は、リー・ド・フォレストの電信会社に現金1万ドルと株式30万ドルで売却された。
その後、ストーンはニューヨークに移り、再びコンサルタント・エンジニアとしての活動を始めた。電波関連の特許を巡る数々の裁判で独立した専門家として証言をしたほか、1912年にはド・フォレストが発明した三極管（オーディオン管）をAT&Tに紹介できるように仲介した。1914年から1915年まで、無線学会の会長を務めた。

### 晩年
1919年、病気を患った母親が住むカリフォルニア州サンディエゴに移った。その後、AT&Tの研究開発部門と提携して研究を行い、1934年に引退した。
ストーンは生涯に1度結婚したが離婚した。1943年5月20日、サンディエゴで死去した。遺体は母とともにマウント・ホープ墓地に埋葬された。

## 評価
ストーンは、電信・電話や無線技術に関する特許を、アメリカで約120件、他の国でもそれとほぼ同数取得した。1913年、フランクリン研究所からエドワード・ロングストレス賞を受賞した。1923年、「無線技術に対する価値のある先駆的な貢献」が評価され、IRE栄誉賞を受賞した。授賞式でフレデリック・A・コルスターは、「ジョン・ストーン・ストーンよりも無線科学の進歩に貢献した者はなく、無線界全体から感謝の意を表される者は他にいない」と述べた。

## その他の活動
ストーンは、国家主義的な政治団体であるアメリカ国防協会の評議員を務めた。また、アメリカ芸術科学アカデミーフェロー、アメリカ科学振興協会フェロー、電気化学協会会員だった。

## 著書
- "Theory of Wireless Telegraphy", Transactions of the 1904 Saint Louis International Electrical Congress, Volume III, pages 555–577.
- "Interference In Wireless Telegraphy", Transactions of the Canadian Society of Civil Engineers. Montreal: Canadian Society of Civil Engineers, March 9, 1905, pages 164–182.
- "The Periodicities and Damping Coefficients of Coupled Oscillators". Read before the Society of Wireless Telegraph Engineers. Electrical Review & Western Electrician, December 3, 1910 (No. 19098), pages 1145–1149. (ed., Deduces expressions for the damping coefficients and periodicities of two coupled oscillators which will yield correct results in all practical cases.)
- "Notes on the Oscillation Transformer", Electrical World, January 19, 1911 (No. 20296) pages 175–177. (ed., Mathematical determination of the constants of oscillation transformers used in wireless telegraphy.)
- "Maximum Current In The Secondary of a Transformer", Society of Wireless Telegraph Engineers held at Boston, Massachusetts, American Institute of Physics, American Physical Society, & Cornell University, Physical Review, Lancaster, Pennsylvania. [etc.]: Published for the American Physical Society by the American Institute of Physics [etc.], Volume XXXII No. 4 (April 1911), pages 398–405.
- "An Expert's Views" (April 18, 1912, correspondence), Electrician and Mechanic, June 1912, page 418. Boston, Massachusetts, Sampson Publishing Co.
- "The Practical Aspects of The Propagation of High-frequency Electric Waves Along Wires", Journal of the Franklin Institute, Vol. CLXXIV No. 4 (October 1912), pages 353–384.
- ""The Resistance of the Spark and Its Effect on the Oscillations of Electrical Oscillators", Proceedings of the Institute of Radio Engineers, Volume 2 By Institute of Radio Engineers, May 13, 1914, pages 307–324. (ed., Abstract of paper read before the Institute of Radio Engineers)

## 特許
- アメリカ合衆国特許第 0,469,475号 - Electric cable (1892)
- アメリカ合衆国特許第 0,487,102号 - Development and distribution of electricity (1892)
- アメリカ合衆国特許第 0,577,214号 - Resonant electric circuit (1897)
- Stone, M S, Electric Circuit, US patent 0 578 275, filed September 10, 1896, issued March 2, 1897.
- アメリカ合衆国特許第 0,623,579号 - Differential electromagnet (1899)
- アメリカ合衆国特許第 0,714,756号 - Method of selective electric signaling (1902)
- アメリカ合衆国特許第 0,714,831号 - Apparatus for selective signalling (1902)
- アメリカ合衆国特許第 0,714,832号 - Apparatus for amplifying electromagnetic signal waves (1902)
- アメリカ合衆国特許第 0,714,833号 - Apparatus for amplifying electromagnetic signal waves (1902)
- アメリカ合衆国特許第 0,714,834号 - Apparatus for selective electric signaling (1902)
- アメリカ合衆国特許第 0,716,134号 - Method of determining the direction of space-telegraph signals (1902)
- アメリカ合衆国特許第 0,717,467号 - Method of electrical distribution (1902)
- アメリカ合衆国特許第 0,717,509号 - Method of relaying space telegraph signals (1902)
- アメリカ合衆国特許第 0,717,510号 - Method of relaying space telegraph signals (1902)
- アメリカ合衆国特許第 0,717,511号 - Method of tuning vertical wire oscillators (1902)
- アメリカ合衆国特許第 0,717,512号 - Tuned electric oscillator (1902)
- アメリカ合衆国特許第 0,717,513号 - Method of relaying space telegraph signals (1902)
- アメリカ合衆国特許第 0,717,514号 - Apparatus for relaying space telegraph signals (1902)
- アメリカ合衆国特許第 0,717,515号 - Method of electrical distribution (1902)
- アメリカ合衆国特許第 0,726,476号 - Electrical distribution and selective distribution
- アメリカ合衆国特許第 0,729,103号 - Method of electrical distribution and selective distribution
- アメリカ合衆国特許第 0,729,104号 - Electrical apparatus and circuit for electrical distribution and selective distribution
- アメリカ合衆国特許第 0,767,970号 - Apparatus for simultaneously transmitting and receiving space telegraph signals (1904)
- アメリカ合衆国特許第 0,767,971号 - Wireless telegraph receiving device (1904)
- アメリカ合衆国特許第 0,767,972号 - Method of receiving space telegraph signals (1904)
- アメリカ合衆国特許第 0,767,973号 - Method of increasing the effective radiation of electromagnetic waves (1904)
- アメリカ合衆国特許第 0,767,974号 - Apparatus for increasing the effective radiation of electromagnetic waves (1904)
- アメリカ合衆国特許第 0,767,975号 - Space telegraphy (1904)
- アメリカ合衆国特許第 0,767,976号 - Space telegraphy (1904)
- アメリカ合衆国特許第 0,767,977号 - Space telegraphy (1904)
- アメリカ合衆国特許第 0,767,978号 - Space telegraphy (1904)
- アメリカ合衆国特許第 0,767,979号 - Space telegraphy (1904)
- アメリカ合衆国特許第 0,767,980号 - Space telegraphy (1904)
- アメリカ合衆国特許第 0,767,981号 - Space telegraphy (1904)
- アメリカ合衆国特許第 0,767,982号 - Space telegraphy (1904)
- アメリカ合衆国特許第 0,767,983号 - Space telegraphy (1904)
- アメリカ合衆国特許第 0,767,984号 - Space telegraphy (1904)
- アメリカ合衆国特許第 0,767,985号 - Space telegraphy (1904)
- アメリカ合衆国特許第 0,767,986号 - Space telegraphy (1904)
- アメリカ合衆国特許第 0,767,987号 - Space telegraphy (1904)
- アメリカ合衆国特許第 0,767,988号 - Space telegraphy (1904)
- アメリカ合衆国特許第 0,767,989号 - Space telegraphy (1904)
- アメリカ合衆国特許第 0,767,990号 - Space telegraphy (1904)
- アメリカ合衆国特許第 0,767,991号 - Space telegraphy (1904)
- アメリカ合衆国特許第 0,767,992号 - Space telegraphy (1904)
- アメリカ合衆国特許第 0,767,993号 - Space telegraphy (1904)
- アメリカ合衆国特許第 0,767,994号 - Space telegraphy (1904)
- アメリカ合衆国特許第 0,767,995号 - Space telegraphy (1904)
- アメリカ合衆国特許第 0,767,996号 - Space telegraphy (1904)
- アメリカ合衆国特許第 0,767,997号 - Space telegraphy (1904)
- アメリカ合衆国特許第 0,767,998号 - Space telegraphy (1904)
- アメリカ合衆国特許第 0,767,999号 - Space telegraphy (1904)
- アメリカ合衆国特許第 0,768,000号 - Space telegraphy (1904)
- アメリカ合衆国特許第 0,768,001号 - Space telegraphy (1904)
- アメリカ合衆国特許第 0,768,002号 - Space telegraphy (1904)
- アメリカ合衆国特許第 0,768,003号 - Space telegraphy (1904)
- アメリカ合衆国特許第 0,768,004号 - Space telegraphy (1904)
- アメリカ合衆国特許第 0,768,005号 - Space telegraphy (1904)
- アメリカ合衆国特許第 0,802,417号 - Space telegraphy (1905)
- アメリカ合衆国特許第 0,802,418号 - Space telegraphy (1905)
- アメリカ合衆国特許第 0,802,419号 - Space telegraphy (1905)
- アメリカ合衆国特許第 0,802,420号 - Space telegraphy (1905)
- アメリカ合衆国特許第 0,802,421号 - Space telegraphy (1905)
- アメリカ合衆国特許第 0,802,422号 - Space telegraphy (1905)
- アメリカ合衆国特許第 0,802,423号 - Space telegraphy (1905)
- アメリカ合衆国特許第 0,802,424号 - Space telegraphy (1905)
- アメリカ合衆国特許第 0,802,425号 - Space telegraphy (1905)
- アメリカ合衆国特許第 0,802,426号 - Space telegraphy (1905)
- アメリカ合衆国特許第 0,802,427号 - Space telegraphy (1905)
- アメリカ合衆国特許第 0,802,428号 - Space telegraphy (1905)
- アメリカ合衆国特許第 0,802,429号 - Space telegraphy (1905)
- アメリカ合衆国特許第 0,802,430号 - Space telegraphy (1905)
- アメリカ合衆国特許第 0,802,431号 - Space telegraphy (1905)
- アメリカ合衆国特許第 0,802,432号 - Space telegraphy (1905)
- アメリカ合衆国特許第 0,884,106号 - Space telegraphy (1908)
- アメリカ合衆国特許第 0,884,107号 - Space telegraphy (1908)
- アメリカ合衆国特許第 0,884,108号 - Space telegraphy (1908)
- アメリカ合衆国特許第 0,884,109号 - Space telegraphy (1908)
- アメリカ合衆国特許第 0,884,110号 - Space telegraphy (1908)
- アメリカ合衆国特許第 1,565,521号 - Secret communication system (1925)
- アメリカ合衆国特許第 1,605,010号 - Signaling system (1926)
- アメリカ合衆国特許第 1,683,739号 - Directive antenna array (1928)
- アメリカ合衆国特許第 1,789,419号 - Radio receiving system (1931)
- アメリカ合衆国特許第 1,954,898号 - Radio receiving system (1934)
- アメリカ合衆国特許第 2,023,556号 - Frequency selective communication system (1935)
- アメリカ合衆国特許第 2,026,712号 - Composite oscillator for electromagnetic wave (1936)